# Pacet (Reban)
Pacet is een bestuurslaag in het regentschap Batang van de provincie Midden-Java, Indonesië. Pacet telt 1284 inwoners (volkstelling 2010).